# 山口翔
山口 翔（やまぐち しょう、1999年4月28日 - ）は、熊本県熊本市出身の元プロ野球選手（投手）。右投右打。

## 経歴

### プロ入り前
熊本市に生まれ、2歳で広島市へ引越した。
広島市立落合東小学校4年生の時、軟式野球チームの高陽スカイバンズで野球を始めた。6年生のとき熊本市へ戻り、熊本市立日吉小学校へ転校した。日吉小の少年野球クラブでは投手兼遊撃手であった。熊本市立日吉中学校では軟式野球部に所属した。
熊本県立熊本工業高等学校では、1年秋から背番号10でベンチ入りし、2年春から背番号1としてエースを務めた。2年夏は熊本県大会準々決勝で九鬼隆平、松尾大河、田浦文丸擁する第88回選抜高等学校野球大会ベスト4の秀岳館高校に1回途中からリリーフし、チームは一度はリードするも逆転負けを喫した。2年時の秋季熊本大会において準優勝（優勝は秀岳館）。3年春、第89回選抜高等学校野球大会において、智辯学園高等学校（近畿地区選出）戦で9失点を喫し0―9で初戦敗退。3年夏は熊本県大会3回戦で菊池高校に敗れた。
プロ志望届を提出し、2017年10月26日に行われたドラフト会議で広島東洋カープから2巡目で指名を受け、11月6日に仮契約を結んだ。背番号は47。

### 広島時代

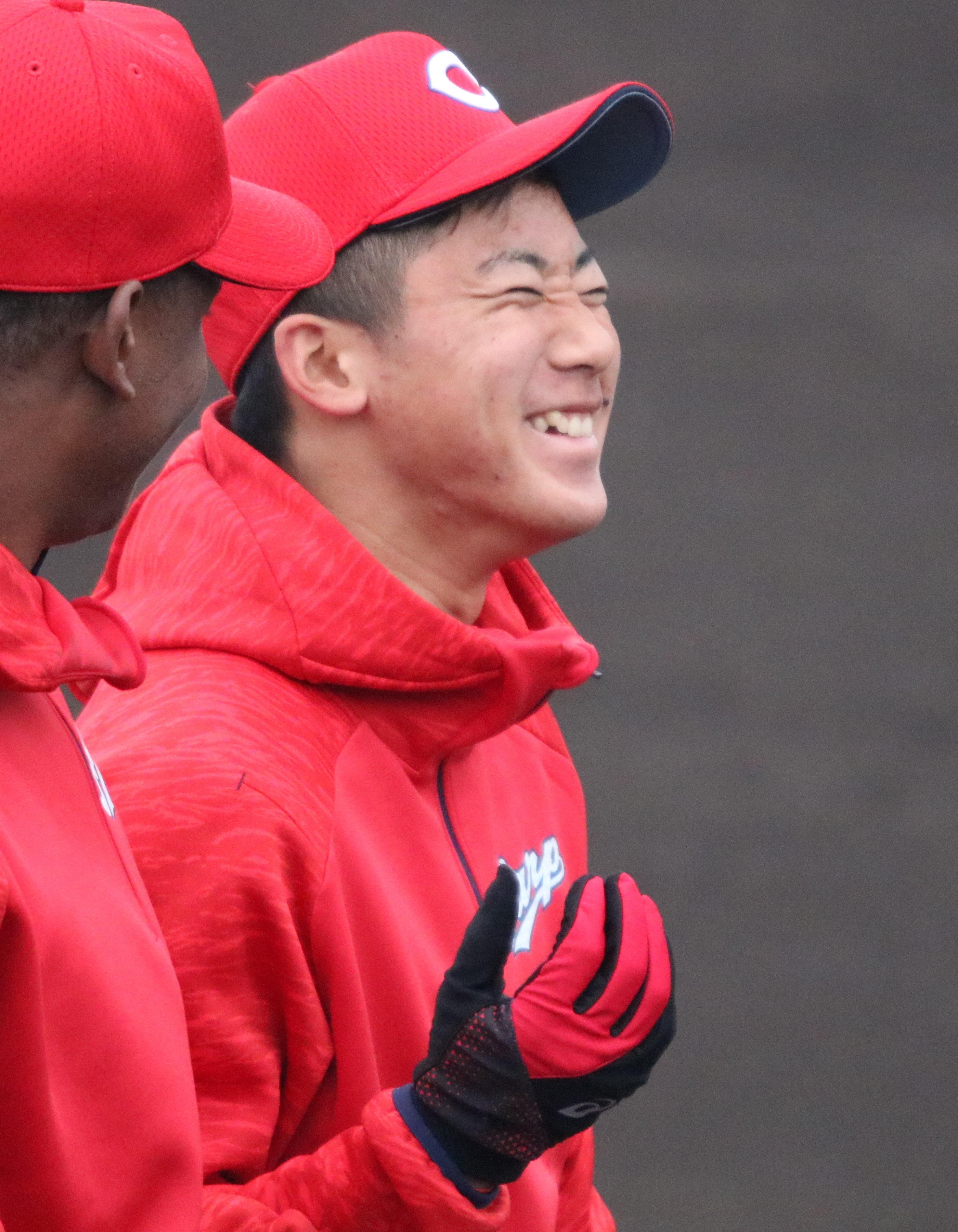
2018年2月8日 東光寺球場にて

2018年はウエスタン・リーグ公式戦5試合に登板した。
2019年は5月6日に一軍に初登録され、同7日の対中日ドラゴンズ戦（ナゴヤドーム）でプロ初登板を果たし2回を無失点に抑えた。同30日の対東京ヤクルトスワローズ戦（明治神宮野球場）でプロ初先発、7回2死に村上宗隆に左前安打を許すまで無安打に抑え、7回1安打無失点の快投でプロ初勝利を挙げた。
2020年は先発ローテーション入りが期待されていたが、一軍登板はなく、ウエスタン・リーグにおいても8試合登板、0勝4敗、防御率6.23という結果に終わった。
2022年は二軍で14試合の登板で0勝1敗1セーブ、防御率5.27の成績に終わり、オフに戦力外通告を受ける。11月8日開催の12球団合同トライアウトに参加し、打者3人を三振1つとゴロ2つで抑え込んだ。

### KAL・火の国時代
2022年11月29日、山口の地元球団でもある独立リーグ・九州アジアリーグの火の国サラマンダーズが入団を発表した。背番号は広島時代と同じ47。球団代表兼GMの神田康範は「年齢的にも実力的にも必ずNPBに返り咲ける」と山口のオファーに動いた。
2023年は33試合に登板して5勝1敗1セーブ10ホールドで、防御率3.28という成績だった。シーズン終了後の11月15日、2回目となる12球団合同トライアウトに参加し、打者3人に対し、1人には四球を1つ与えたものの、ほか2人は三振1つとゴロ1つで抑えた。シーズン中は計測していたという球速150km/h台はこの日は出ず、登板後のインタビューでは「今年1年野球を楽しもうという自分の目標があって、それを最後まで楽しむことが出来たので、そこはよかったです」「こういう大事な日に限って（150km/hが）出なかったので、そこが悔しいですけど、何より楽しめたのが1番よかったです。何かしら悔いは残りますし、野球はそういう所もあって楽しいなというのがあるので、なかなかやめられないですね」と答えた。12月15日、来季からの背番号が11に変更されることが発表された。
2024年シーズン終了後の11月20日、同年シーズン限りでの任意引退が発表された。発表に付されたコメントで山口は「まだ投げられる！動ける！やれる！体の状態ですが、悩んだ末今シーズンをもちまして現役を引退する事に決めました」と述べた。

### 引退後
熊本の青果卸業者の従業員として就職した。この就職は、熊本工業野球部の先輩に勧誘を受けてのものだった。最終所属球団の火の国は2025年3月9日に実施する熊本学園大学とのオープン戦で山口の引退セレモニーを実施することになり、試合前日の3月8日にリーグはこの試合に限って山口の任意引退を解除する措置をおこなった。当日は4か月ぶりにマウンドに立って2イニングで1失点を喫したが球速は最高145km/hを記録し、特別に9回にも再度登板して試合を締めくくった。引退登板に際しては、かつてノーヒットピッチングを破った村上宗隆からもメッセージが寄せられた。

## 選手としての特徴
関節の可動域が柔らかく、しなりのある腕から投げ出される最速151 km/hのノビのあるストレートが持ち味。変化球はスライダーを中心にカーブ、フォーク、チェンジアップを織り交ぜて投げる。

## 詳細情報

### 年度別投手成績
| 年 度     | 球 団     | 登 板 | 先 発 | 完 投 | 完 封 | 無 四 球 | 勝 利 | 敗 戦 | セ 丨 ブ | ホ 丨 ル ド | 勝 率 | 打 者 | 投 球 回 | 被 安 打 | 被 本 塁 打 | 与 四 球 | 敬 遠 | 与 死 球 | 奪 三 振 | 暴 投 | ボ 丨 ク | 失 点 | 自 責 点 | 防 御 率 | W H I P |
| --------- | --------- | ----- | ----- | ----- | ----- | -------- | ----- | ----- | -------- | ----------- | ----- | ----- | -------- | -------- | ----------- | -------- | ----- | -------- | -------- | ----- | -------- | ----- | -------- | -------- | ------- |
| 2019      | 広島      | 9     | 6     | 0     | 0     | 0        | 1     | 3     | 0        | 0           | .250  | 117   | 26.0     | 25       | 3           | 13       | 1     | 3        | 21       | 2     | 0        | 14    | 14       | 4.85     | 1.46    |
| 通算：1年 | 通算：1年 | 9     | 6     | 0     | 0     | 0        | 1     | 3     | 0        | 0           | .250  | 117   | 26.0     | 25       | 3           | 13       | 1     | 3        | 21       | 2     | 0        | 14    | 14       | 4.85     | 1.46    |

- 2022年度シーズン終了時

### 年度別守備成績
| 年 度 | 球 団 | 投手  | 投手  | 投手  | 投手  | 投手  | 投手     |
| 年 度 | 球 団 | 試 合 | 刺 殺 | 補 殺 | 失 策 | 併 殺 | 守 備 率 |
| ----- | ----- | ----- | ----- | ----- | ----- | ----- | -------- |
| 2019  | 広島  | 9     | 0     | 7     | 0     | 0     | 1.000    |
| 通算  | 通算  | 9     | 0     | 7     | 0     | 0     | 1.000    |

- 2022年度シーズン終了時

### 記録
初記録
- 初登板：2019年5月7日、対中日ドラゴンズ8回戦（ナゴヤドーム）、5回裏に2番手で救援登板、2回無失点
- 初奪三振：同上、5回裏に大野雄大から見逃し三振
- 初先発・初勝利・初先発勝利：2019年5月30日、対東京ヤクルトスワローズ11回戦（明治神宮野球場）、7回無失点

### 独立リーグでの年度別投手成績
| 年 度     | 球 団     | 登 板 | 先 発 | 完 投 | 完 封 | 無 四 球 | 勝 利 | 敗 戦 | セ 丨 ブ | ホ 丨 ル ド | 勝 率 | 打 者 | 投 球 回 | 被 安 打 | 被 本 塁 打 | 与 四 球 | 敬 遠 | 与 死 球 | 奪 三 振 | 暴 投 | ボ 丨 ク | 失 点 | 自 責 点 | 防 御 率 | W H I P |
| --------- | --------- | ----- | ----- | ----- | ----- | -------- | ----- | ----- | -------- | ----------- | ----- | ----- | -------- | -------- | ----------- | -------- | ----- | -------- | -------- | ----- | -------- | ----- | -------- | -------- | ------- |
| 2023      | 火の国    | 33    | 0     | 0     | 0     | 0        | 5     | 1     | 1        | 10          | .833  | 164   | 35.2     | 36       | 1           | 23       | -     | 4        | 37       | 4     | 0        | 15    | 13       | 3.28     | 1.65    |
| 2024      | 火の国    | 26    | 4     | 0     | 0     | 0        | 5     | 1     | 5        | 1           | .833  | 201   | 43.0     | 49       | 1           | 30       | -     | 3        | 33       | 4     | 0        | 26    | 21       | 4.40     | 1.65    |
| 通算：2年 | 通算：2年 | 59    | 4     | 0     | 0     | 0        | 10    | 2     | 6        | 11          | .833  | 365   | 78.2     | 85       | 2           | 53       | -     | 7        | 70       | 8     | 0        | 41    | 34       | 3.89     | 1.75    |

- 2024年シーズン終了時

### 背番号
- 47（2018年 - 2023年）
- 11（2024年）